# Pina de Ebro
Pina de Ebro (aragónul Pina d'Ebro) település Spanyolországban,  Zaragoza tartományban. Pina de Ebro Osera de Ebro, Villafranca de Ebro, Monegrillo, Castejón de Monegros, La Almolda, Bujaraloz, Sástago, Gelsa, Quinto és Fuentes de Ebro községekkel határos. Lakosainak száma 2446 fő (2024).

## Népesség
A település népessége az utóbbi években az alábbiak szerint változott:
| Lakosok száma | 2278 | 2352 | 2461 | 2597 | 2635 | 2567 | 2435 | 2362 | 2433 | 2446 |
|               | 2001 | 2004 | 2007 | 2009 | 2012 | 2014 | 2017 | 2019 | 2022 | 2024 |